# Arhopalus
Arhopalus is een kevergeslacht uit de familie van de boktorren (Cerambycidae). De wetenschappelijke naam van het geslacht werd voor het eerst geldig gepubliceerd in 1834 door Audinet-Serville.

## Soorten
Arhopalus omvat de volgende soorten:
- Arhopalus pavitus (Cockerell, 1927)
- Arhopalus angustus Gressitt, 1951
- Arhopalus asperatus (LeConte, 1859)
- Arhopalus biarcuatus Pu, 1981
- Arhopalus brunneus (Gardner, 1942)
- Arhopalus cavatus Pu, 1981
- Arhopalus coreanus (Sharp, 1905)
- Arhopalus cubensis (Mutchler, 1914)
- Arhopalus deceptor (Sharp, 1905)
- Arhopalus exoticus (Sharp, 1905)
- Arhopalus ferus (Mulsant, 1839)
- Arhopalus foveatus Chiang, 1963
- Arhopalus foveicollis (Haldeman, 1847)
- Arhopalus hispaniolae (Fisher, 1942)
- Arhopalus pinetorum (Wollaston, 1863)
- Arhopalus productus (LeConte, 1850)
- Arhopalus rusticus (Linnaeus, 1758)
- Arhopalus syriacus (Reitter, 1895)
- Arhopalus tibetanus (Sharp, 1905)
- Arhopalus tobirensis Hayashi, 1968